# Dig Deep
Dig Deep è il quinto album in studio del gruppo progressive metal statunitense After the Burial, pubblicato nel 2016.

## Tracce
1. Collapse – 4:12
2. Lost in the Static – 4:33
3. Mire – 4:25
4. Deluge – 4:25
5. Laurentian Ghosts – 5:02
6. Heavy Lies the Ground – 4:46
7. Catacombs – 4:24
8. The Endless March – 3:38
9. Sway of the Break – 3:26

## Formazione
- Anthony Notarmaso – voce
- Trent Hafdahl – chitarre
- Lee Foral – basso
- Dan Carle – batteria